# Anne Guéret
Anne Guéret (1760-1805), conhecida como Mlle Guéret, a Jovem, foi uma pintora francesa que atuou no final do século XVIII e início do século XIX. Anne e sua irmã Louise Catherine Guéret ficaram órfãs quando crianças, mas foram adotadas pelo dramaturgo e libretista Michel-Jean Sedaine. Ele as apresentou aos pintores Henri-Pierre Danloux e Jacques-Louis David, que lhes deram aulas de arte. Em 1793, Anne fez sua estreia no Salon. Ela continuou a expor em Salões até 1801 apresentando principalmente retratos.